# Benjamí

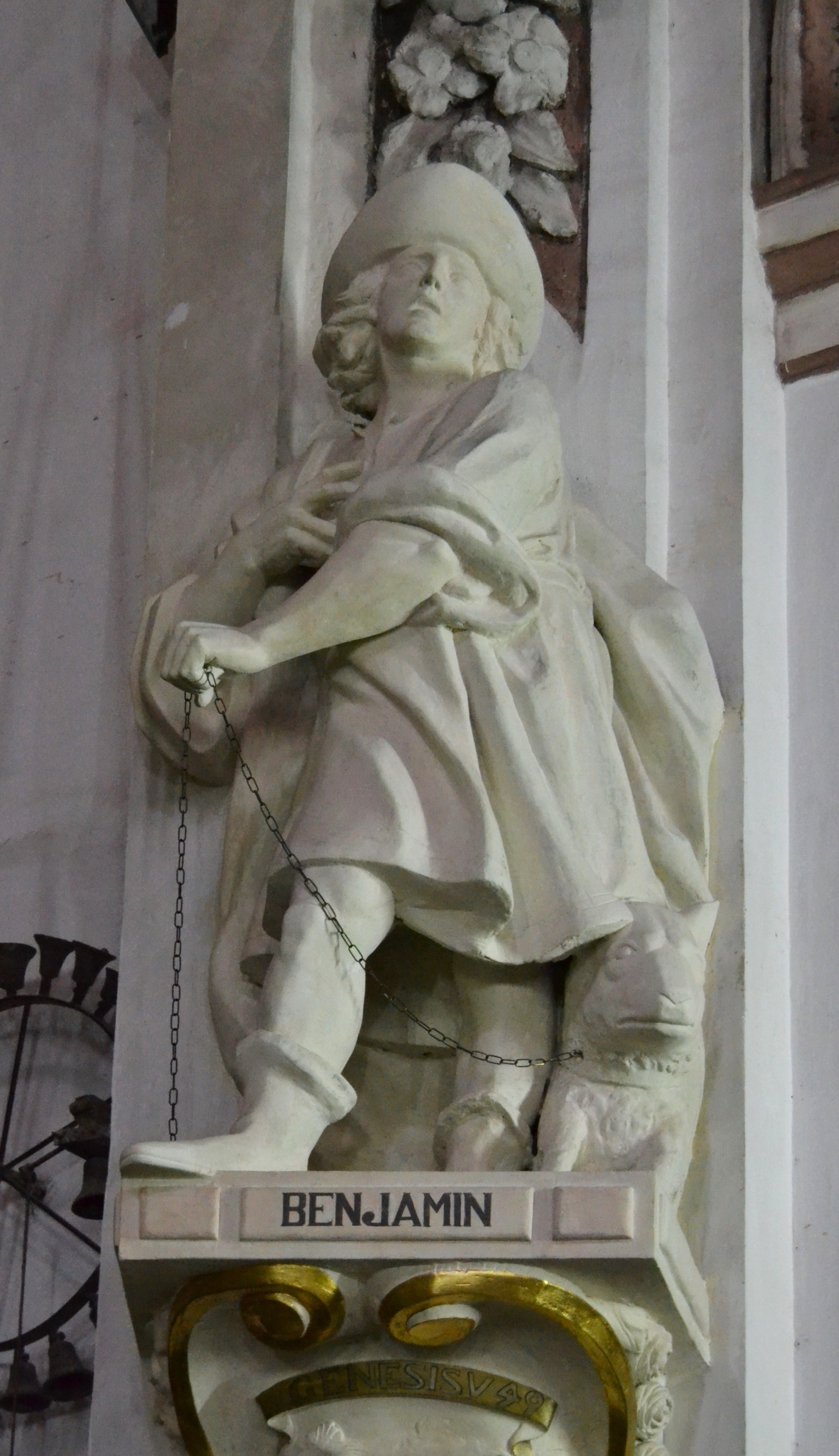
Estàtua de Benjamí a l'església de sant Joan del Mercat de València.

Segons el Gènesi, Benjamí (hebreu: בנימין בן-יַעֲקֹב, Binyāmîn ben Yahăqōb‎) era el més petit dels dotze fills de Jacob. La seva mare Raquel va morir en donar-lo a llum quan el seu pare tenia 100 anys. Els seus descendents formarien la Tribu de Benjamí.
Hi havia força diferència d'edat entre ell i els seus germans grans, per això, mentre els altres deu germans anaven a pasturar els ramats, Benjamí es quedava a casa ajudant als pares.
Els seus germans havien anat a Egipte a comprar aliments i el vingueren a buscar, ja que el regent d'aquell país el reclamava a canvi del seu germà gran Simeó. En arribar, el regent els digué que era el seu germà Josep (a qui els seus germans grans havien venut com a esclau però havien dit a casa que una fera l'havia mort), i els donà terres on instal·lar-se tota la família.
Benjamí es casà i va tenir diversos fills:
- Bela, el primogènit, (els seus descendents sumaven 22.034 homes en temps de David) que va ser pare de:[4][5]
  - Ard
  - Naaman
  - Esbon
  - Uzí
  - Uziel
  - Jerimot
  - Irí
  - Adar
  - Guerà
  - Abihud
  - Abixua
  - Naaman
  - Ahóah,
  - Xefufan
  - Huram
- Aixbel, el segon fill
- Ahrah, el tercer fill
- Nohà, el quart fill
- Rafà, el cinquè fill
- Guerà
- Ehí
- Roix
- Mupim o Xetufam
- Hupim
- Ahiram
- Bèquer, (22.200 homes s'anomenaven descendents seus durant el regnat del Rei David) que va ser pare de:[6]
  - Zemirà
  - Joaix
  - Elièzer
  - Elioenai
  - Omrí
  - Jeremot
  - Abià
  - Anatot
  - Alèmet
- Jediael, que va tenir un fill:
  - Bilhan, (que va tenir una descendència que arribà fins als 27.200 homes en temps de David) pare de:
    - Jeuix
    - Biniamín
    - Ehud
    - Quenaanà
    - Zetan
    - Tarxix
    - Ahixàhar.